# Calycopeplus oligandrus
Calycopeplus oligandrus là một loài thực vật có hoa trong họ Đại kích. Loài này được P.I.Forst. mô tả khoa học đầu tiên năm 1995.